# The Alley Cats
A The Alley Cats egy amerikai punk-rock trió. Az 1970-es évek közepén alakultak meg, majd 1988-ban feloszlottak. 2015-től kezdve újból aktívak. A nyolcvanas években "The Zarkons" néven is tevékenykedtek. A legendás X punk együttes egyik tagja, John Doe, a "legkeményebb punkegyüttesnek" nevezte őket. Többször játszottak amerikai klubokban is, például Whisky-a-Go-Go, The Masque, Hong Kong Café. Érdekesség, hogy voltak más együttesek is The Alley Cats vagy Alleycats neveken. A név takart már többek között két szintén amerikai doo-wop zenekart és egy mai napig aktív maláj pop/rock együttest is. 
Az Alley Cats jelenleg trióként működik, tagok: Randy Stodola, April Cady és Matt Laskey. Volt tagok: Dianne Chai és John McCarthy. Stodola alapította a zenekart, és ő az egyetlen tag, aki a mai napig szerepel a zenekarban.

## Diszkográfia
- Nightmare City (1981)
- Escape from the Planet Earth (1982)
- Riders in the Long Black Parade (1985, The Zarkons néven)
- Between the Idea and the Reality...Falls the Shadow (1985, The Zarkons néven)
- 1979-1982 (2007, válogatáslemez)

Az együttes dalai szerepeltek már különféle válogatáslemezeken és az "Urgh! A Music War" című filmben is hallhatóak.